# Jameni csata
A jameni (yameni) csata a mongolok és a kínaiak között 1279. március 19-én vívott tengeri ütközet. Az összecsapás eredményeként Kubiláj mongol nagykán átvette a hatalmat Kína felett is, így a Szung (Song)-dinasztia bukása után megalapította a Jüan (Yuan)-dinasztiát. A csatát megörökíti a Szung könyv, ami a Kína történetét feldolgozó Huszonnégy történeti mű 20. könyve.

## Előzmények
A trónharc lezárultával újra terjeszkedő Mongol Birodalom egy nagyobb támadására  1265-ben került sor, amikor Kubiláj Szecsuanban vereséget mért a Szung (Song) csapatokra és 147 hajót is zsákmányolt tőlük.
A Szung (Song)-dinasztia kormányzata, felismerve a halálos veszélyt, nagy erőfeszítéseket tett védelmi képességeinek növelésére. Csia Sze-tao (Jia Sidao) kancellár reformokat vezetett be a korrupció ellen, és nagyobb áldozatokat követelt a vagyonosoktól is a védekezés céljaira. Ez elégedetlenséget okozott az uralkodó osztályon belül, amit Kubiláj kihasznált a maga javára. 1264-ben már megalapította a maga dinasztiáját Jüan (Yuan) (kínaiul „ősi”) néven a mai Peking helyén lévő Tatu (Dadu) városában, és kínai tanácsadókkal vette körül magát. Földet és vagyont adományozott a Szung (Song)-dinasztia dezertőreinek, foglyokat bocsátott szabadon és más gesztusokat tett.
Kubiláj erői 1268-tól 1273-ig ostromolták Hsziangjang (Xiangyang) erőd-városát a Han folyó partján, amely az utolsó nagyobb akadály volt a Jangce termékeny völgye felé vezető útjukban. A Szung (Song) erői többször is megpróbálták megtörni a blokádot, de mindannyiszor véres vereséget szenvedtek Kubiláj „nemzetközi” csapataitól, amelyek nagyrészt kínaiakból, emellett dzsürcsikből, koreaiakból, ujgurokból, mongolokból, közel-keleti muzulmánokból álltak. A sikeres ostrom után Kubiláj a kínai Si Tien-cö (Shi Tianze) tábornokra és Baján mongol hadvezérre bízta csapatainak irányítását, de Si Tien-cö (Shi Tianze) meghalt már 1275-ben. Ekkor Baján egy 200 000 fős, nagyrészt kínaiakból álló sereget kapott a Szung (Song) elleni támadásra.
1275 márciusában Baján csapatai legyőzték Csia Sze-tao (Jia Sidao) kancellár 130 000 fős seregét. 1276-ra a Jüan (Yuan) hadsereg meghódította a Szung (Song) csaknem teljes területét, beleértve a fővárost, Hangcsout is. Hszie (Xie) anyacsászárnő (1208–1282) hiába próbált tárgyalni Bayannal, meg kellett adnia magát. Kubiláj ennek nyomán megtiltotta a további fosztogatást és hercegi címet adományozott a gyermek Kung (Gong) császárnak, akit azonban végül Tibetbe száműztek és ott 1296-tól szerzetes lett. Az udvar egy része a császár két testvérével a tengerpartra menekült és ott szervezte meg az ellenállást.

## A csata
A kínai hadihajók egy része, kb. ezer a kikötő öble előtt össze lett láncolva, védve a bejáratot egyúttal megakadályozva a szökéseket. A mongolok gyújtóhajókat irányoztak a formációnak, de a kínaiak erre felkészülve sárral kenték be őket. Ekkor a mongol erők a kínai hadat a tenger és szárazföld felől is blokád alá vették, ami már sikerrel járt, ugyanis hamar kimerült a hatalmas sereg készlete, tengervízre és szárított eledelre fanyalodtak, ami legyengítette őket. A mongolok nem ágyúztak, mert a vezér nem akarta a láncgyűrűt felbontani, ami a kínai hajók manőverezését nagyban megkönnyítette volna. Ehelyett a négy égtáj szerint szétosztotta a hadát, majd megtévesztésként egy kisebb támadás után mulatozást imitáló zenét játszottak, hogy a kínaiak éberségét elaltassák. 
Ezután délben középen ismét egy kisebb támadásnak látszó csapást indítottak, ám a fedélzeten nagyszámú íjász rejtőzött. Kellő közelségbe érve lenyilazták az őrséget, akik nem voltak felkészülve egy nagy erejű támadásra. Hét hajót rögtön el tudtak foglalni, a fedélzetet birtokba véve ellehetetlenítették a hajók mozgatását. A koncentrált mongol támadás könnyedén felőrölte a legyengült kínai védelmet. A kialakult zűrzavarban nem volt lehetséges a kínai haderőt irányítani, a mongolok a katonai hajók után a szolgák és hivatalnokok mészárlásába kezdtek. A mongolok a védőgyűrűt megbontva a kínai vezérkar ellen támadtak, a hivatalnokok hajóin áttörve. A Kínai vezetés a helyzetet látva egy tucat hajót eloldozva, a legjobb harcosokat összegyűjtve próbált elmenekülni. A menekülés meghiúsulásakor a kínai miniszterelnök a gyermek örökössel a vízbe vetette magát, amit sok vezetője követett. Feljegyzések szerint a csata után százezernyi holttest lebegett a tengeren. 

## Jelentősége
Kubiláj kán Kína történetének első külföldi uralkodójaként, a mongol Jüan-dinasztia (Yuan-dinasztia) alapítójaként egyesítette uralma alatt a tulajdonképpeni Kínát, Mongóliát, Tibetet, Mandzsúriát, Koreát.